# Hoshi Tōru
Hoshi Tōru est un nom japonais traditionnel ; le nom de famille (ou le nom d'école), Hoshi, précède donc le prénom (ou le nom d'artiste).
Hoshi Tōru (星 亨) (19 mai 1850 - 21 juin 1901) est un homme politique japonais de l'ère Meiji qui fut censuré par le gouvernement de Meiji et assassiné lors d'un procès de corruption.

## Biographie
Hoshi est né à Edo dans l'actuel quartier de Tsukiji à Tokyo. On sait peu de choses de son père biologique hormis qu'il était plâtrier. Sa mère se remarie avec un médecin à Uraga, et il adopte le nom de Hoshi. Voulant tout d'abord poursuivre une carrière dans la médecine, il apprend l'anglais à Yokohama, et devient même enseignant de cette langue. Après la restauration de Meiji de 1868, il bénéficie du soutien de Mutsu Munemitsu pour entrer au service du nouveau gouvernement de Meiji, servant comme directeur des douanes de Yokohama. Il provoque cependant un incident diplomatique mineur avec le diplomate britannique Harry Smith Parkes sur le choix du kanji à utiliser pour traduire le titre de « reine » de la reine Victoria, il refuse la proposition de Parks avant de démissionner.
Il se rend ensuite en Angleterre où il étudie au Middle Temple, et en 1877, il devient le premier Japonais diplômé comme barrister ( « avocat plaidant ») au Royaume-Uni.
De retour au Japon, Hoshi entre au ministère de la Justice, et s'oppose ouvertement à la politique du hanbatsu basée sur les anciens clans féodaux et qu'il perçoit comme une faiblesse du gouvernement japonais sur la révision des traités inégaux avec les puissances occidentales. Il est brièvement interdit de territoire à Tokyo par les lois de Préservation de la Paix, et censuré en 1887 puis emprisonné en 1888. Il quitte le Japon pour les États-Unis et le Canada en 1888 peu après sa libération, y reste un an, puis continue vers l'Angleterre et l'Allemagne, avant de ne revenir au Japon qu'en 1890. En 1892, il est élu à la chambre des représentants du Japon lors des élections législatives japonaises de 1892 sous la bannière du parti libéral et devient président de la Chambre des représentants en mai 1892. Cependant, il est retiré de son poste en décembre 1893 après une motion de censure. S'informant de la politique américaine après un passage comme ambassadeur à Washington de 1896 à 1898, il est pressenti comme futur ministre des Affaires étrangères dans le 1er gouvernement d'Ōkuma Shigenobu mais à cause de querelles politiques internes au Kenseikai, il n'est jamais nommé. À la place, Hoshi devient ministre des Communications dans le 4e gouvernement d'Itō Hirobumi en octobre 1900. Il quitte de plus le Keiseikai pour rejoindre le Rikken Seiyūkai d'Itō. Cependant, le même mois, il est accusé par le journal Mainichi Shinbun d'implication dans un scandale de corruption au sein de l'assemblée municipale de Tokyo. Bien qu'il clame son innocence, il est forcé de démissionner trois mois plus tard en raison d'une campagne obstinée du journal contre lui. En mars, il est innocenté en raison d'un manque de preuves, mais au milieu du procès, il est assassiné par un homme d'âge moyen avec une petite épée.